# ブリュードッグ
ブリュードッグ (BrewDog) は、スコットランドのエロンに拠点を置く独立系クラフトビールメーカーおよびパブチェーン。PUNK IPAの銘柄で知られる。

## 概要
2007年にスコットランドで創業されたクラフトビールメーカー。大手ビールメーカーが工業的に大量生産する画一的な製品とは対照的に、挑戦的で枠にとらわれない多種多様なラインナップが特徴。また、過激で挑発的なプロモーションも同社のマーケティングの重要な側面である。2019年には英ブランドファイナンス社から世界で最も価値があるビールブランドの1つにランクされた。
2020年現在、およそ60の国と地域に製品を輸出し、100店舗以上のバー、5つの醸造所がある。
ブリュードッグの使命は「人々を、我々と同じくらいクラフトビールに夢中にさせる」こと。

## 創業者
ジェームズ・ワット（James Watt）
経営とマーケティング担当。1982年生まれ。ガーデンズタウン出身。エジンバラ大学で法律と経済学を学ぶ。卒業後は社内弁護士の仕事に就いたが2週間で辞め、漁業を営む実家でトロール船の船長を務めていた。妻はイラストレーターのジョハンナ・バスフォード。好きな音楽はレディオヘッド。愛犬はラブラドール・レトリバーのシムコー。
マーティン・ディッキー（Martin Dickie）
醸造担当。1982年生まれ。ピーターヘッド出身。ヘリオット・ワット大学で醸造・蒸留学を学ぶ。卒業後はイングランドのソーンブリッジ醸造所で醸造主任を務めジャイプルIPAの開発にも携わった。好きな音楽はBBCラジオ4で放送される海洋天気予報「The Shipping Forecast」。愛犬はラブラドール・レトリバーのドクター・ゴンゾ。
ブラッケン（Bracken）
2006年生まれ。社名の由来となったブリュードッグの初代マスコット犬。雄のチョコレートラブラドール。ハイタッチとビスケットが好き。ジェームズは彼を「最高責任者」と呼んだ。2012年に死去。

## 沿革
- 2007年 7月 - 学生時代の友人ジェームズとマーティンの二人、および犬一匹によってフレイザーバラの工業団地で設立。
- 2008年 9月 - イギリス国内最大手のチェーンストア「TESCO」で取扱いが始まる。
- 2009年 クラウドファンディング「パンク株（Equity for Punks）」を立ち上げる。
- 2010年 10月 - 故郷のアバディーンに最初のバー「BrewDog Aberdeen」をオープン。
- 2012年 10月 - 主要拠点をフレイザーバラからエロンに移す。
- 2013年 6月 - スウェーデンに国外初のオフィシャルバー「BrewDog Stockholm」をオープン。
- 2014年 3月 - 日本の東京六本木にアジア初のオフィシャルバー「BrewDog Roppongi」をオープン。
- 2015年 5月 - 4回目の「Equity for Punks」において過去最高の1000万ポンドを調達し、クラウドファンディングの世界記録を樹立する。
- 2016年 ビールのレシピを一般公開し、フリービールとした。
  - 8月 - 北米での需要に応え、オハイオ州コロンバスに醸造所「Brewdog USA」を設立。
- 2018年 4月 - 英国のクラフトサイダー醸造所「Hawkes」と資本提携。
  - 8月 - コロンバス醸造所の敷地内にクラフトビールホテル「The Doughouse」をオープン。
- 2019年 9月 - ドイツにベルリン醸造所を設立。
  - 11月 - オーストラリアにブリスベン醸造所を設立。
- 2020年 2月 - ロンドンに世界初のノンアルコールバー「BrewDog AF」をオープン。
  - 3月 - コロナウイルスパンデミックに際し、ローンウルフ蒸留所の生産を地元の病院や慈善団体向けの消毒剤製造に移行した。
  - 4月 - ブランドの再構築に伴いパッケージを一新。「ANARCHIST（アナーキスト）」から始まったブリュードッグは「REBEL（反逆者）」を経て、「MAVERICK（異端者）」の時代が始まると表明した。

## 醸造所
2020年時点においてブリュードッグは世界に5つの醸造所をもつ。次期拠点には中国が予定されている。
- エロン醸造所（スコットランド：2012年操業）主幹醸造所。サワービール醸造所（オーバーワークス）、ローンウルフ蒸留所を含む。
- コロンバス醸造所（アメリカ・オハイオ州：2016年操業）アメリカ拠点。敷地内にクラフトビールホテル「The Doughouse」が併設されている。
- ベルリン醸造所（ドイツ：2019年操業）ヨーロッパ拠点。もとは米ストーン・ブリューイングの醸造所だったがストーンのドイツ撤退に伴いブリュードッグに売却された。
- ブリスベン醸造所（オーストラリア：2019年操業）オセアニア拠点。
- フレイザーバラ醸造所（スコットランド：2007年操業、2014年停止）最初の醸造所。2012年に拠点をエロンに移管した後も少量限定品の醸造などが行われていたが2014年に完全に閉鎖された。創業地のフレイザーバラは麒麟麦酒の基礎を築いた政商トーマス・グラバーの出身地で、ジャパンウイスキーの竹鶴政孝と共に日本ゆかりの人物として知られている。

蒸留所など
- ローンウルフ蒸留所（エロン醸造所内：2016年操業）スピリッツ部門。クラフトジン。ビールと同じく粗製乱造が目立つ蒸留酒市場への挑戦。ローンウルフ（一匹狼）は純粋な血統と孤高の精神の象徴。
- オーバーワークス　サワービール部門。サワービールの醸造には二次発酵が必要なため独立した施設が必要となる。

## パンク株
ブリュードッグは非上場企業だが主な資金調達を「Equity for Punks（パンク株）」という株式投資型クラウドファンディングから得ている。これはブリュードッグのフォロワーが同社から直接株を購入することによって事業の共有と成長の支援ができるもので、2009年の開始から2020年までに12万人から約7300万ポンド（約95億円）の資金を調達した。創業当時は世界不況の只中であったにもかかわらず「Equity for Punks」の成功によってブリュードッグは急成長を遂げた。
パンク株は1株50ドルから購入でき、同社のウェブサイトから国内外を問わずオンライン購入が可能。株主は専用のフォーラムを通じて経営上の意思決定に参与できるほか、オンラインショップや直営バーでの永久割引、限定醸造ビールの購入、バースデービールのサービス、醸造所無料ツアー、フェスティバル形式の年次株主総会への招待など、投資額によって様々な特典が受けられる。配当金は支払われないが企業の成長に伴う株価値の増加によって将来的な利益が期待できる。上場の時期については2020年から2022年頃と見込まれている。

## パンク活動
世界最小の抗議
2010年10月、ブリュードッグはイギリス議会があるウェストミンスターで、モヒカン頭のパンク・ファッションに身を包んだ身長130cmの男性に「すべての人にスモールを」「サイズの問題よ！」と書いたプラカードを掲げさせ、2/3パイントグラスの認可を求める署名活動を行った。当時、英国のパブでビールの提供に使用できるグラスサイズは、フルパイント（568ml）、ハーフ（284ml）、1/3（189ml）に限られた。1698年に制定されたパイント法以来、容量が保証された認定グラス以外は使用できなかったためである。しかしハーフサイズは小さく、フルパイントでは大きすぎるため過剰飲酒に繋がるという意見もあった。ブリュードッグでもクラフトビールには、2/3（379ml）サイズのグラスが最適と提唱しており、法改正を求めてイギリス議会に請願書を送るなどしていた。このデモ活動は1週間に渡って続けられ「世界最小の抗議」として各報道に取り上げられた。その3か月後、法律は改正され2/3サイズのグラス（スクーナー）が利用可能となった。
太った猫
2015年5月、ブリュードッグは4回目の資金調達「Equity for Punks（パンク株）」において、開始から僅か20日間で500万ポンドを調達する大成功を収めた。これを祝してロンドンの金融街にヘリコプターから「太った猫」の剥製を投げ捨てる「Death to the Fat Cats」パフォーマンスが行われた。この猫は投資銀行やベンチャーキャピタルなどを揶揄したもので（Fat Cat＝資産家）、利益優先の量産ビールが市場に蔓延したのは彼らが企業の独立性を奪ったためだと非難した。このパフォーマンスの後、ジェームズは「もはやクラウドファンディングは、変革者にとってニッチな代替手段ではなく有効な選択肢だ」「我々はロック・フェラーではない。ガイ・フォークスだ」と述べた。

## 紛争
ブリュードッグの反体制的な姿勢と挑発的なマーケティングは各所で様々な衝突を招いたが、中でも「ポートマン・グループ（Portman Group）」との対立がよく知られている。ポートマン・グループはギネスを擁するディアジオを筆頭にカールスバーグやクアーズといったアルコール飲料大手の出資によって設立された自主規制団体で、英国政府に代わって「消費者の責任ある飲酒と販売者の責任あるマーケティングを促進する」ことを使命としている。
ドグマ
2008年4月、ブリュードッグはポートマン・グループから警告を受けた。PUNK IPAのラベルに書かれた「This is an Aggressive Beer（これはアグレッシブなビールです）」というフレーズが、飲用者の「反社会的な行動を助長する」としてラベルの変更を求めるものであった。ブリュードッグは「フレーバーの特徴の表現」であると主張して要求を拒否したため、本件は有識者による第三者委員会に送られ審議されることになった。ポートマンの主張が支持されれば小売業者に対してPUNK IPAの販売禁止が要請される。
2008年12月、8か月にも及ぶ審議の結果、PUNK IPAのフレーズの正当性が認められ、ラベルに変更を加えることなく販売を継続することが許可された。しかしジェームズは「ポートマンの活動は彼ら自身の存在を正当化するためにしか役立っていない」「小規模な醸造会社の発展を妨げることで大手メーカーの市場シェアを守ろうとしている」とブログで批判を続け、さらに「禁止に値するものを彼らに与える」として「SPEEDBALL（スピードボール＝クラスAドラッグの混合摂取を想起させる）」という名前のスコッチエールを発売した。スピードボールの成分にはガラナ、コーラナッツ、ケシの実（カリフォルニアポピー）、ヘザーハニーなどが含まれており、ラベルには『ハッピー・サッド』な効果を生み出す『活性成分の凶悪な混合』を含んだ『クラスAエール』と表示して、1本3ポンドで販売された。この挑発行為に対しポートマン・グループは「違法ドラッグの惨状を嘲笑っている」と激しく非難し、スピードボールは発売から半月で販売禁止を宣告されたが、ブリュードッグは直ちにラベルを変更し「DOGMA（独善）」と改名して販売を続けた。ジェームズは「大手メーカーが安価なアルコールを大量販売していることのほうが社会にとって実害で、表面的な言葉の意味を弄っても社会は良くならない」と述べた。
ディアジオ
2012年5月、グラスゴーで開催されたBIIスコットランド・アワード（接客業界のホスピタリティ賞）において、ブリュードッグは年間最優秀バー運営者賞を受賞することが確実視されていた。しかしトロフィーに「ブリュードッグ」の名前が刻まれていたにもかかわらず賞が贈られたのは別のグループであった。審査員からは困惑の声が挙がり、受賞したグループはトロフィーの授与を拒否する異常事態となった。この不可解なイベントの2日後、主催者であるBIIスコットランドの会長ケニー・ミッチェルからジェームズに連絡があり、イベントのメインスポンサーであるディアジオの上級役員から「ブリュードッグに賞を与えるなら今後すべてのイベントからスポンサーを降りる」と圧力が加えられたことを明かされた。この一件をジェームズがブログで暴露し、ニュースなどで大々的に取り上げられるとディアジオは「スタッフによる重大な判断ミス」と釈明し謝罪したが、Twitterなどのソーシャルメディアで炎上し、ハッシュタグ「#AndTheWinnerIsNot」が世界4位のトレンドになるほどの騒ぎとなった。

## 製品
ブリュードッグが2020年までに醸造したビール銘柄は400種を超える。エール、スタウト、IPA、ラガーなど、さまざまな種類のビールを生産しているが、どれもクラシックなビアスタイルに現代的なひねり（モダンツイスト）が加えられている。すべてのビールレシピは「DIY Dog」というドキュメントにまとめられ、DIYと共有の精神に基づきオフィシャルサイトで一般公開されている。
毎年年末近くになるとプロトタイプ・チャレンジがある。これは数本の試作品をファンに試飲してもらい人気投票によって次期の定番商品を決めるもので、ここからロングセラーになった製品も多い。
市場に向けて一般販売される製品のほか、よりマニアックなビールファンに向けた「ファンジン」というサブスクリプションメンバー限定製品があり、これにはパイロットリリースなども含まれる。
一連のビールとは一線を画す「アブストラクト」シリーズは「ビールよりもアート」というフレーズのもとに2010年から始まったコンセプトビールブランド。年に一度だけ醸造し数量限定販売される。各ビールはそれぞれが異なる解釈やテーマで特徴づけられており、特定の名称はなくリリース・コード（AB:01～AB:12など）で呼ばれる。コルク仕上げのシャンパンボトルでボトルコンディション（瓶熟成）させているのが特徴。

### ビール

#### IPA／ペールエール
- PUNK IPA　往年のクラシックIPAへの現代的オマージュ。ブリュードッグのフラッグシップ製品。2019年時点においてスカンジナビアおよび英国で最も売れたクラフトビール[17]。ホップとモルトが2倍のDOUBLE PUNK、アルコールフリーバージョンのPUNK AFも存在する。
- Dead Pony Club　ライトでホッピーなアメリカンペールエール。発売前に同社のブログで名前の一般投票が行われ、いくつかの候補の中から一番インパクトのあるデスヘッドポニークラブ（ヘルズ・エンジェルス的な合成語）が選ばれたが長いので徐々に簡略化された。
- Clockwork Tangerine　時計仕掛けのタンジェリン。タンジェリンオレンジを使用したライトな柑橘系IPA。2017年のプロトタイプ・チャレンジの勝ち残り。ダブルIPAバージョンのOrigami Orangutanがファンジン向けにリリースされた。
- ELVIS JUICE　エルビスジュース。グレープフルーツピールを使用した柑橘系IPA。米国進出に際してアメリカン・ドリームを象徴する名前が付けられた。このネーミングに対してエルビス・プレスリーの知財管理団体からライセンス料を要求されたがジェームズ達は本名をエルビスに改名して抵抗した[18]。ブリュードッグが経営するホテルにはエルビスジュース仕様のバスアメニティが備え付けられている[19]。
- HAZY JANE　ヘイジージェーン。ニューイングランドIPA。無濾過のため濁って（Hazy）いる。ネーミングはニック・ドレイクの曲「Hazey Jane」から。アルコールフリーバージョンのHAZY AFも存在する。
- ZEPHYR　そよ風。ランビックにヒントを得て造られたダブルIPA。新鮮なイチゴが詰められたグレーンウイスキーの樽で21か月かけて熟成。100本のみの限定販売で売り上げはすべてRNLI（王立救命艇協会）に寄付された。これは漁師時代のジェームズが北海で暴風雨に見舞われRNLIに救護された出来事にちなんでいる。サブタイトルは「There's a Storm Brewing（嵐の予感）」。
- BORN TO DIE　ボーン・トゥ・ダイ。アメリカンIPAのカリスマ、ストーン・ブリューイングへのリスペクトを込めたダブルIPA。ストーンの「Enjoy By…」シリーズのように、およそ35日の賞味期限がラベル中央に大きく記されている。
- ATLANTIC IPA　大西洋IPA。1856年に執筆された「ブリュワーズハンドブック」に記載されているレシピを元に当時のインディア・ペールエールを再現。醸造したビールはオーク樽に詰められ北大西洋で操業するトロール船の上で2か月間かけて熟成させた。ブリュードッグ設立2周年記念ビール。
- SPEEDBIRD100　大西洋横断IPA。航空会社ブリティッシュ・エアウェイズの100周年を記念して造られたIPA[20]。高度3万フィート航空時における味覚と嗅覚の低下を補うよう最適化されている。
- Cryptonite West Coast IPA　銀河系液体通貨。パンク株を暗号通貨（Cryptocurrency）で購入した人に贈られるウェストコーストIPA。ネーミングは「スーパーマン」のクリプトナイト（Kryptonite）の捩り。

#### ポーター／スタウト
- PARADOX RYE　パラドックス・ライ。ライ・ウイスキーを貯蔵していた樽で熟成させたインペリアルスタウト。スコットランドの2つの伝統を融合させ現代的にアレンジ。「パラドックス」シリーズは様々なウイスキー樽を使って熟成させたビールで、それぞれの芳香の違いを楽しめる。「ホップの帝王」マイケル・ジャクソンが試飲し二人に醸造所設立を薦めたことで知られる記念碑的な製品。
- RIPTIDE　荒波。初代マスコット犬ブラッケンをイメージして造られたインペリアルスタウト。原料にチョコレートモルト、ラム酒などに使用されるマスコバド黒糖を使用。ブリュードッグ初期に販売されていたビールのひとつ。
- ZOMBIE CAKE　ゾンビケーキ。チョコレートプラリネ・ポーター。2018年のハロウィンでファンジン向けにリリースされた。Red & Dead、Vermont Vampireと共に配布され、のちにゾンビケーキだけが一般商品化した。公式レシピではパンプキン・チーズケーキをフードペアリングに推している。
- NAUGHTY LIST　悪い子リスト。チョコレートキャラメル・スタウト。2019年のクリスマスにファンジン向けにリリースされたミルクスタウト。伝説によるとサンタクロースは2冊の名簿を携えているとされ、「いい子」リストに載っている子の靴下にはプレゼントを、「いたずらっ子」リストに載っている子の靴下には石炭や玉葱を詰めていくという。
- ALICE PORTER　アリスポーター。ダークモルトとソラチエースのモダンツイスト。英国ウェストヨークシャー州にあるクラフトビールバー「ノースバー」のゼネラルマネージャー、マット・ゴレッキとその恋人アリス・ポーターの結婚式のために醸造された[21]。ノースバーは英国クラフトビールバーの先駆として知られる店。当初、バーのカスク（大樽）で少量販売するのみだったが好評につき商品化したため二人の結婚は世界中で祝福されることになった。

#### ラガー
- LOST LAGER　失われたラガー。ドイツ近代種のサファイアホップと世界最古の醸造所ヴァイエンシュテファン提供のラガー酵母を使用している。缶に描かれたユニコーンはスコットランドの国獣で復活の象徴。大手ビールメーカーの乱造によって魂を奪われたラガーを復活させる。
- FAKE LAGER　偽物のラガー。伝統的なボヘミアン・ピルスナーを再現。オールモルトのリアルラガー。エイプリルフールに「副原料たっぷりでホップを全然使用していない風味ゼロのラガー」として発表された。
- ZEITGEIST　時代思潮。ダークラガー。過ぎ去った時代の精神、態度、自律性の再現。淡色ラガーが一般的になったのはペールモルトの製法が確立する19世紀後半からで、それ以前は黒いラガーが主流だったとされる。古き時代のラガーを現代に回帰させることで没個性化した市場にアイデンティティを問う。
- SUNK PUNK　海中で発酵させたラガー。水圧に耐える特殊なタンクを用いて北海の水深20メートルの海底に2週間沈めて発酵させた。「スコットランドの海岸線に古くからある呪いを解くため北海の底で発酵させる」というバックストーリー。原料に海塩、ラム酒、シーベリーなどが含まれている。

#### その他スタイル
- 5AM SAINT　午前5時の聖人。シフトワーカーに捧げるアメリカンアンバーエール。5種のモルト、5種のホップ（実際は5種以上）、アルコール度数5%。2009年当時、24時間操業のブリュードッグ醸造所には夜明け前になると夜勤者のために朝食を携えて現れる「午前5時の聖人」がいたという。
- NANNY STATE　子守国家。フルフレーバーでありながらアルコール度数1.1％の高ホップ低アルコールビール。2008年に当時の英国で最強度にあたる12％のビールを発売した際、禁酒団体などから猛烈に非難されたことに対する回答。

#### アンプライズド
- TOKYO*　銀河系間スタウト。80年代の東京で一世風靡を巻き起こしたアーケードゲーム「スペースインベーダー」にインスパイアされて造られたインペリアルスタウト。チョコレートモルトとクランベリー、ジャスミンのモダンツイスト。当初アルコール度数12%で発売され、のちに当時の英国で最強度にあたる18.2%まで高められた。ビンジドリンキング（短時間での過剰飲酒）が社会問題になっている最中に発表されたため禁酒団体などから猛烈な非難を浴びた。
- DOGMA　独善。元の名をスピードボール。10種類以上のモルトとスコットランド産のヘザーハニーをブレンドした複雑な風味と複雑な歴史を持つスコッチエール。
- JACK HAMMER　削岩機。新鮮なホップを大量に使用して、IBU（国際苦味単位）理論値200超えを実現したブリュードッグ史上最も苦いIPA。
- Tactical Nuclear Penguin　戦術核ペンギン。摂氏マイナス20度の冷凍庫で凍結濃縮を繰り返して作られたアルコール度数32％のインペリアルスタウト。これに対抗してイタリアの醸造所レボリューションキャットは度数35％のバーレーワイン「Freeze the Penguin（ペンギンを凍らせる）」を発表した。
- Sink The Bismarck!　ビスマルク号を撃沈せよ!　アルコール度数41％のインペリアルIPA。ドイツの醸造所ショルシュブロイが製作したボックビール「SchorschBock40％」から世界最強度ビールの座を奪取すべく造られた。
- The End of History　歴史の終わり。アルコール度数55％のゴールデンエール。ネーミングはフランシス・フクヤマの著書から。交通事故で轢死した動物の剥製をボトルに加工している。12本のみの限定ボトルで、そのうち7本はオコジョ、4本はハイイロリス、1本はノウサギである。当初サメの剥製を用いる案もあったが断念した。動物愛護団体からは非難されたが多くの話題を呼び、700ポンド（約9万円）で販売され20分で完売した。うち1本はオーストラリアの性と死の美術館MONAに展示されている。

#### ハロー・マイネーム・イズ…
Hello My Name Is ビールは特定の国の人々に敬意を（あるいは批判を）表したダブルIPAで、その国を象徴する原料で醸造され、その国の象徴的な人物にちなんで命名される。
- Hello, My Name is Vladimir　「こんにちは、ウラジミールです」2013年にロシアで制定された同性愛宣伝禁止法への抗議を示したダブルIPA。プーチン大統領の顔写真に化粧を施しポップアート風にアレンジしたラベルデザインで、「Not for Gays（ゲイお断り）」とキャッチコピーが書かれている。このビールの売り上げの50％はLGBT支援団体に寄付された。原料にロシアンベリーを使用。
- Hello My Name is Mette Marit　「こんにちは、メッテ・マリットです」2001年にノルウェー王室ホーコン王太子と結婚したメッテ・マリット王太子妃に捧げるダブルIPA。スキャンダラスな過去を乗り越え現代のシンデレラストーリーを成就させた王太子妃を「史上最高の君主」とブリュードッグは讃える。原料にノルウェー産のリンゴンベリーが使用されている。ノルウェーでのみ「Hello My Name is Aune」と一般的な名前に改称して販売された。
- Hello My Name is Päivi　「こんにちは、パイヴィです」フィンランドの政治家パイヴィ・ラサネンの名前が付けられたダブルIPA。フィンランドを象徴する名前を同社のブログで募集した際、アルコール規制を推進する迷惑な政治家としてその名が挙げられた。原料にフィンランドのシーベリーを使用。

#### スペシャル
- Never Mind the Anabolics　アナボリックを気にするな。2012年のロンドンオリンピックを記念して造られたIPA。ガラナやマカなど8つの合法的な体力増強成分が含まれている。世界最大のスポーツイベントでありながら、そのスポンサー企業が添加物まみれのハンバーガーや糖分過多の炭酸飲料を売っている不条理さを皮肉っている。
- Make Earth Great Again　偉大な地球を取り戻せ。2017年にパリ協定から離脱したアメリカへの抗議を示すセゾンビール。パリ協定は地球温暖化対策の国際的枠組み。原料に北極の氷河の水とクラウドベリー（北極圏で採れるイチゴ）を使用し「高温」で発酵（上面発酵）させている。ラベルにはホッキョクグマとトランプ大統領が闘っているアートワーク。ネーミングはトランプ大統領の選挙スローガン「Make America Great Again」から。
- Royal Virility Performance　ロイヤル・ビリリティー（男性機能）パフォーマンス。2011年のイギリス王室ウィリアム王子とキャサリン妃の婚礼を記念して造られたIPA。ハーブバイアグラやイカリソウなど自然由来の精力増強成分を配合。3本飲むとバイアグラ1錠分と同じ効果を得られる。ラベルには「立ち上がれウィリアム王子」「王族に笑顔を」と書かれている。ロイヤルウェディングに便乗して安易な記念ビールが数多く造られた[22]ことに対する批判。